# Neoamerioppia asiatica
Neoamerioppia asiatica är en kvalsterart som först beskrevs av Hammer 1977.  Neoamerioppia asiatica ingår i släktet Neoamerioppia och familjen Oppiidae. Inga underarter finns listade i Catalogue of Life.